# 3187 Dalian
3187 Dalian è un asteroide della fascia principale. Scoperto nel 1977, presenta un'orbita caratterizzata da un semiasse maggiore pari a 2,2839145 UA e da un'eccentricità di 0,0577041, inclinata di 2,75527° rispetto all'eclittica.